# Malmön
Malmön ( PRONÚNCIA) - também conhecida como Bohus-Malmön - é uma ilha da província histórica da Bohuslän, situada no Escagerraque.

Tem 264 habitantes (2018).

Pertence ao município de Sotenäs.

Teve um pedreira, com extração de granito, em atividade até 1977.

Na década de 60, chegou à ilha um grupo de trabalhadores da pedra vindo de Portugal.